# سیل ۱۹۶۶ آرنو

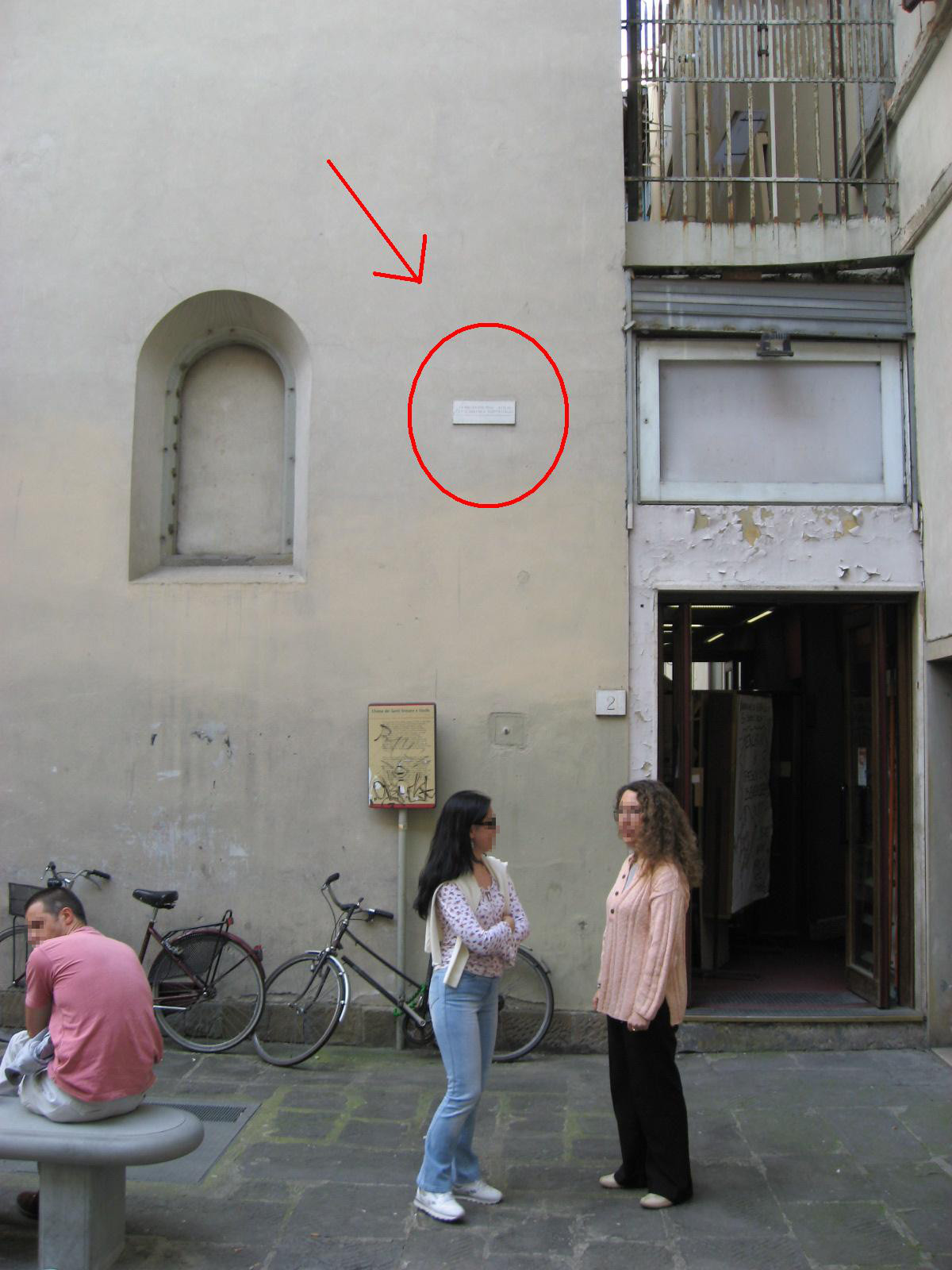
میدانی در فلورانس با ماژیک سفید روی دیوار (بالا) که نشان می‌دهد آب رودخانه آرنو در جریان سیل بزرگ سال ۱۹۶۶ چقدر بالا آمده است.

سیل سال ۱۹۶۶ در آرنو (به ایتالیایی: Alluvione di Firenze del 4 novembre 1966) در فلورانس، ۱۰۱ نفر را کشت و میلیون‌ها شاهکار هنری و کتاب‌های کمیاب را آسیب رساند یا از بین برد. این بدترین سیل در تاریخ شهر از سال ۱۵۵۷ در نظر گرفته می‌شود. با تلاش مشترک داوطلبان ایتالیایی و خارجی، بسیاری از این آثار بازسازی شده‌اند. روش‌های جدید در حفاظت ابداع شد و آزمایشگاه‌های ترمیم تأسیس شد. با این حال، حتی چند دهه بعد، کار زیادی باقی مانده‌است که باید انجام شود.